# Сюй Яньмей (стрибунка у воду)
Сюй Яньмей (9 лютого 1971) — китайська стрибунка у воду.
Олімпійська чемпіонка 1988 року.